# Élections générales britanniques de 1931
Les élections générales britanniques de 1931 se sont déroulées le 27 octobre. Elles se soldent par une victoire écrasante des candidats du Gouvernement national de Ramsay MacDonald, entièrement soutenu par le Parti conservateur, face aux forces divisées des Travaillistes et des Libéraux. Cette victoire permet à MacDonald de rester Premier ministre.

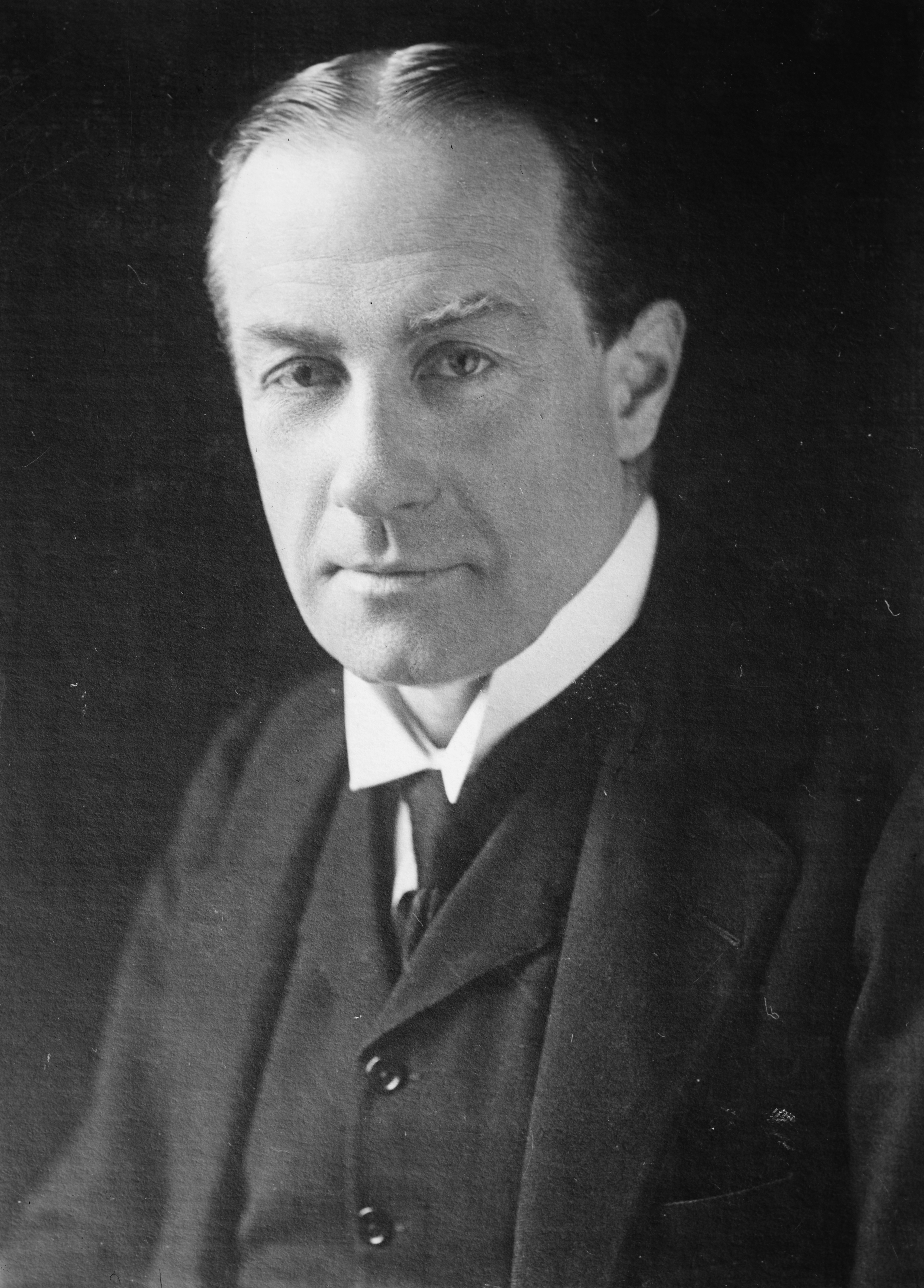
Stanley Baldwin (Parti conservateur)
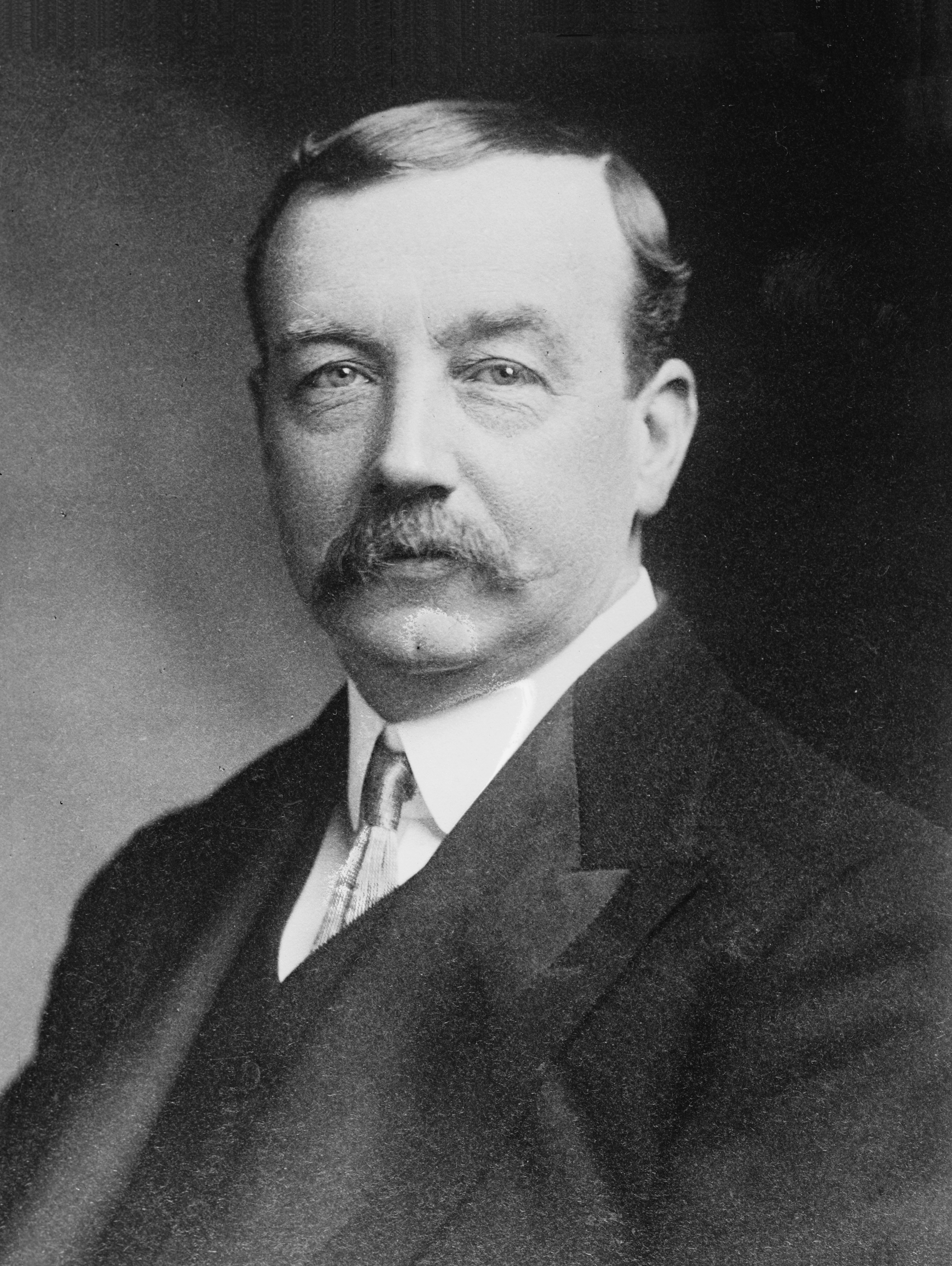
Arthur Henderson (Parti travailliste)
Herbert Samuel (Parti libéral)
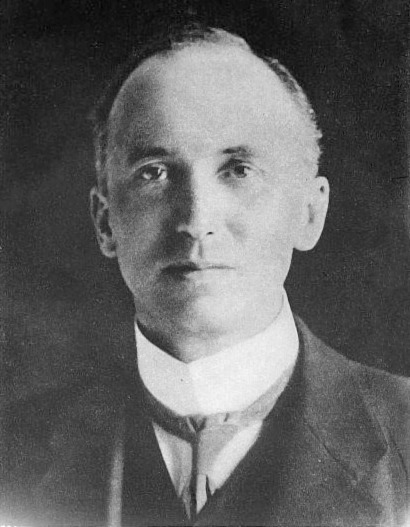
John Simon (Parti national-libéral)
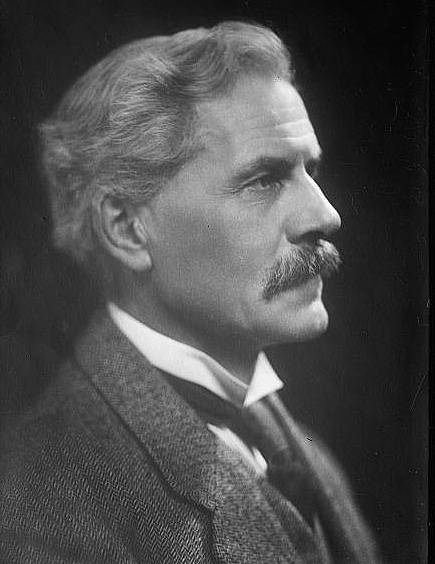
Ramsay MacDonald (Parti national-travailliste)

## Résultats
| Parti                          | Parti                                           | Candidats             | Candidats             | Candidats             | Candidats             | Votes                 | Votes                 | Votes                 |
| Parti                          | Parti                                           | Présentés             | Élus                  | +/-                   | %                     | Nombre                | %                     | +/-                   |
| Gouvernement national          | Gouvernement national                           | Gouvernement national | Gouvernement national | Gouvernement national | Gouvernement national | Gouvernement national | Gouvernement national | Gouvernement national |
| ------------------------------ | ----------------------------------------------- | --------------------- | --------------------- | --------------------- | --------------------- | --------------------- | --------------------- | --------------------- |
|                                | Parti conservateur                              | 518                   | 470                   | +207                  | 76,4                  | 11 377 022            | 55,0                  | +16,9                 |
|                                | Parti libéral                                   | 111                   | 32                    | +2                    | 5,2                   | 1 346 571             | 6,5                   | -17,0                 |
|                                | Parti national-libéral                          | 41                    | 35                    | +7                    | 5,7                   | 761 705               | 3,7                   | N/A                   |
|                                | Parti national travailliste                     | 20                    | 13                    | -2                    | 2,1                   | 316 741               | 1,5                   | N/A                   |
|                                | Candidats du Gouvernement national              | 4                     | 4                     | +2                    | 0,7                   | 100 193               | 0,5                   | N/A                   |
| Total du Gouvernement national | Total du Gouvernement national                  | 694                   | 554                   | +218                  | 90,1                  | 13 902 232            | 67,2                  | +5,6                  |
| Opposition                     |                                                 |                       |                       |                       |                       |                       |                       |                       |
|                                | Parti travailliste                              | 491                   | 46                    | -206                  | 7,5                   | 6 081 826             | 29,4                  | -7,7                  |
|                                | Parti travailliste indépendant                  | 19                    | 3                     | -6                    | 0.5                   | 239 280               | 1,2                   | N/A                   |
|                                | Autres candidats travaillistes                  | 6                     | 3                     | -1                    | 0,5                   | 64 549                | 0,3                   | N/A                   |
| Total travaillistes            | Total travaillistes                             | 516                   | 52                    | -213                  | 8,5                   | 6 339 306             | 30,6                  | -6,5                  |
|                                | Libéraux « indépendants » de David Lloyd George | 6                     | 4                     | +4                    | 0,7                   | 103 528               | 0,5                   | N/A                   |
|                                | Parti nationaliste (Irlande du Nord) (en)       | 3                     | 2                     | -1                    | 0,3                   | 72 530                | 0,4                   | +0,2                  |
|                                | Parti communiste                                | 26                    | 0                     | 0                     | /                     | 69 692                | 0,3                   | +0,1                  |
|                                | Indépendants                                    | 7                     | 3                     | -2                    | 0,5                   | 44 257                | 0,2                   | N/A                   |
|                                | New Party                                       | 24                    | 0                     | -4                    | /                     | 36 377                | 0,2                   | N/A                   |
|                                | Parti national d'Écosse (en)                    | 5                     | 0                     | 0                     | /                     | 20 954                | 0,1                   | +0,1                  |
|                                | Travaillistes indépendants                      | 2                     | 0                     | -1                    | /                     | 18 200                | 0,1                   | 0,0                   |
|                                | Parti de la prohibition écossais (en)           | 1                     | 0                     | -1                    | /                     | 16 114                | 0,1                   | 0,0                   |
|                                | Parti protestant de Liverpool (en)              | 1                     | 0                     | 0                     | /                     | 7 834                 | 0,0                   | N/A                   |
|                                | Agricultural Party (en)                         | 1                     | 0                     | 0                     | /                     | 6 993                 | 0,0                   | N/A                   |
|                                | Nationaliste indépendant                        | 1                     | 0                     | 0                     | /                     | 3 134                 | 0,0                   | N/A                   |
|                                | Libéral indépendant                             | 1                     | 0                     | 0                     | /                     | 2 578                 | 0,0                   | -0,1                  |
|                                | Plaid Cymru                                     | 2                     | 0                     | 0                     | /                     | 2 050                 | 0,0                   | 0,0                   |
|                                | Commonwealth Land Party (en)                    | 2                     | 0                     | 0                     | /                     | 1 347                 | 0,0                   | N/A                   |